# 阿蘇北向谷原始林

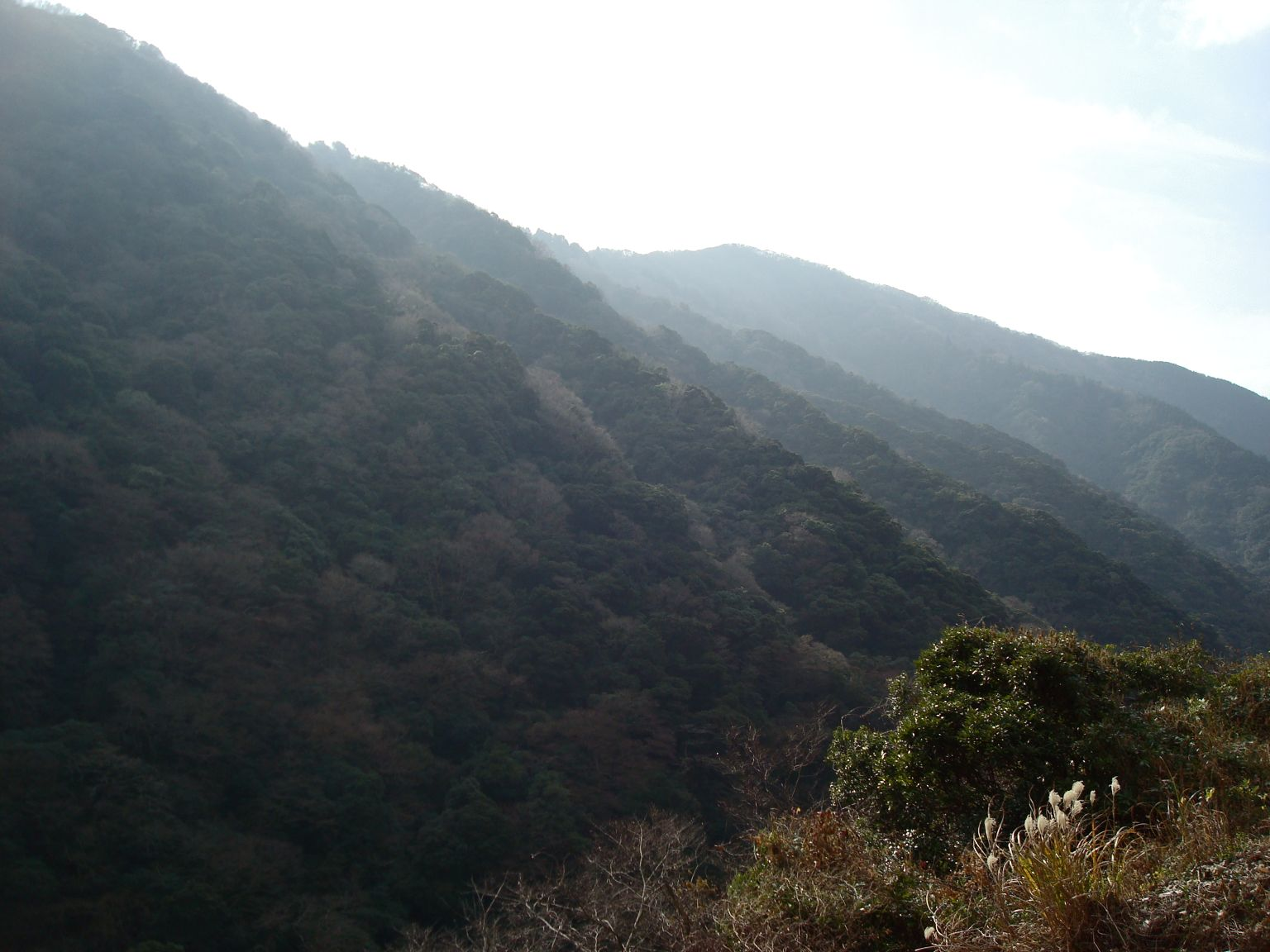
阿蘇北向谷原始林

阿蘇北向谷原始林（あそきたむきだにげんしりん）は、熊本県菊池郡大津町にある原始林。北向山原生林（きたむきやまげんせいりん）と表記されることもある。日本の天然記念物に指定されている。

## 概要

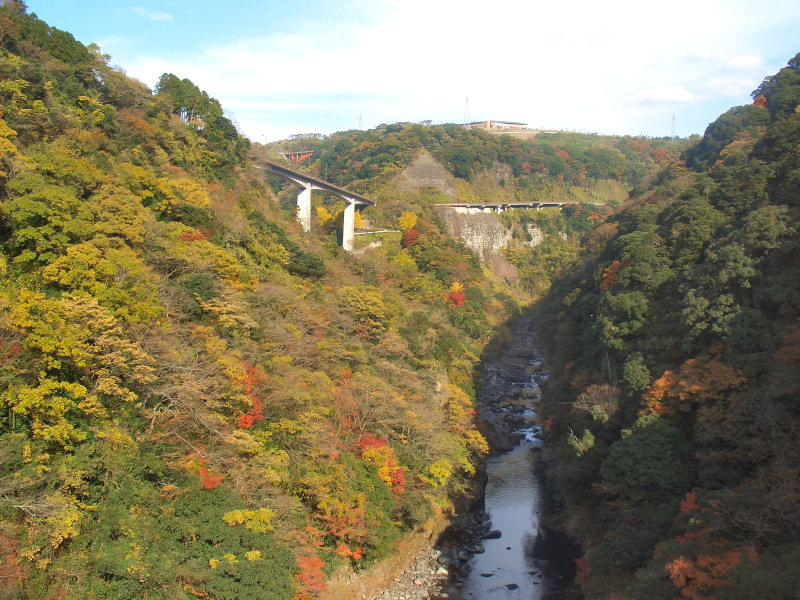
第一白川橋梁から見た北向谷

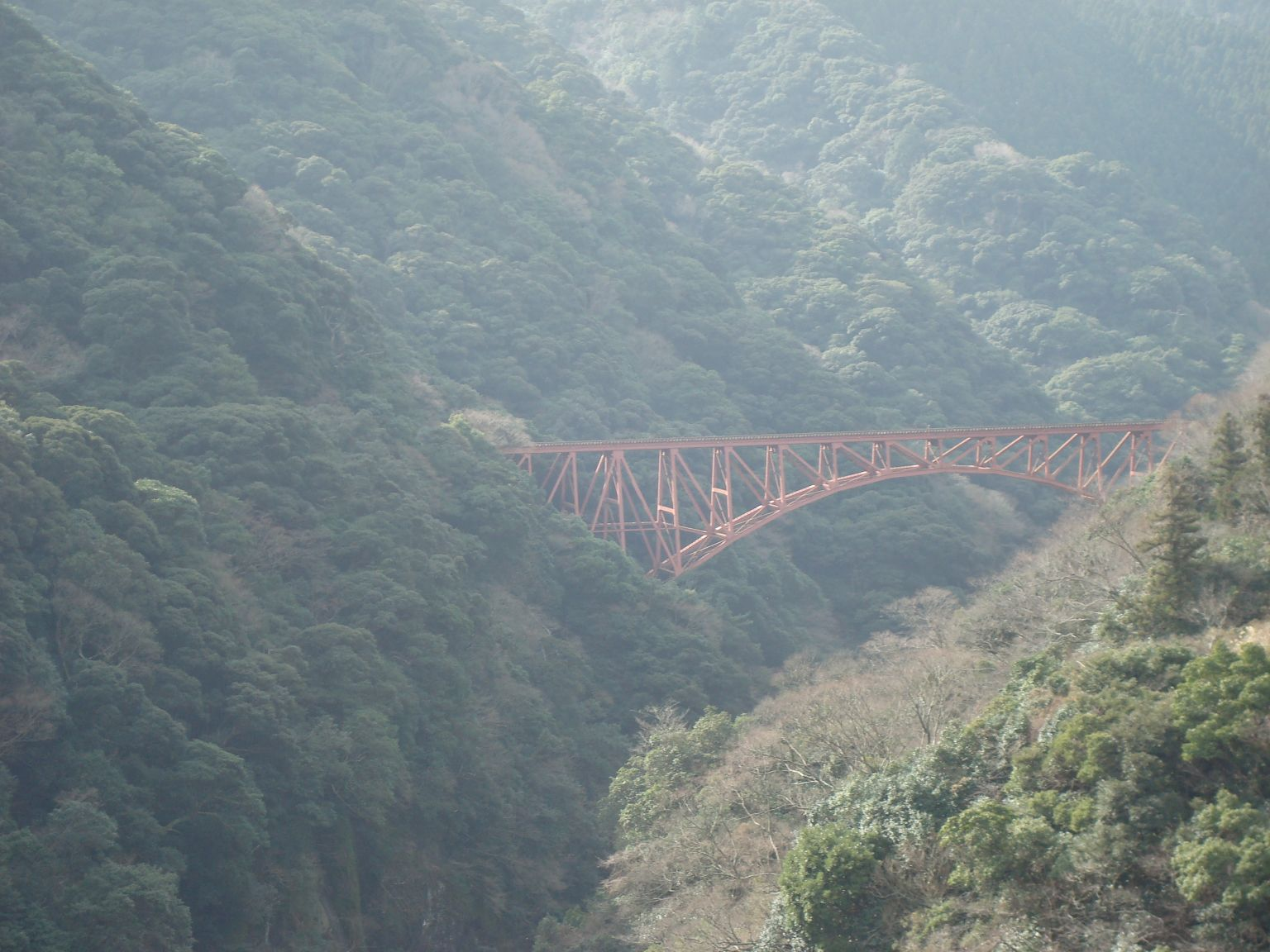
第一白川橋梁。上記写真の道路橋（阿蘇長陽大橋）から撮影

白川が支流の黒川と合流する阿蘇外輪山立野火口瀬の左岸斜面にある、83.8ヘクタールの常緑広葉樹林である。
1969年8月22日に国の天然記念物（植物 - 代表的原始林、稀有の森林植物相）に指定された。火口瀬を成す南側尾根から白川へと下る斜面が北向きであることから、天然記念物としての指定では北向谷と命名されているが、地元ではここを北向山と呼ぶ。また、管理主体である林野庁でも北向山という名称を用いており、北向山スギ等遺伝資源希少個体群保護林として保護林に指定している。
原始林内にはウラジロガシ、ヤブツバキ、シイ、モッコク、タブノキなどが群生している。
白川の対岸には立野ダム建設に伴う工事用道路が通り、展望台や駐車場、案内板が整備されている。また対岸から原始林に向かって南阿蘇鉄道高森線の第一白川橋梁がわたっており、列車内からも原始林を展望できる。対岸の台地上には国道57号やJR豊肥本線が通るなど、日本国内にある他の原始林と比べて人家に近い点も特徴のひとつである。
2024年（令和6年）、下流に治水を目的とする阿蘇立野ダム（流水型ダム）が完成。このダムが満水になった場合、原始林のうち標高278m以下の部分（全体の4%）が冠水することが確認されている。

## アクセス

### 鉄道
- JR豊肥本線・南阿蘇鉄道高森線
  - 立野駅より徒歩約1時間。

### 車
- 国道57号
  - 大津町中心部より大分市方面へ走り、立野駅先の信号右折。